# Kifisia
Kifisia este un oraș în Grecia.